# Allen J. Ellender
Allen Joseph Ellender, född 24 september 1890 i Terrebonne Parish, Louisiana, död 27 juli 1972 i Bethesda, Maryland, var en amerikansk demokratisk politiker. Han representerade delstaten Louisiana i USA:s senat från 1937 fram till sin död.
Ellender avlade 1912 juristexamen vid Tulane University. Han var stadsåklagare i Houma 1913-1915 och distriktsåklagare i Terrebonne Parish 1915-1916. Han gifte sig 1917 med Helen Calhoun Donnelly. Äktenskapet varade fram till hustruns död år 1949. Ellender deltog i första världskriget i USA:s armé. Han var delegat till Louisianas konstitutionskonvent år 1921.
Ellender efterträdde 1937 Rose McConnell Long som senator för Louisiana. Han omvaldes fem gånger. Han stödde Harry S. Truman i presidentvalet i USA 1948 trots att demokraterna i Louisiana hade officiellt ställt sig bakom dixiekraten Strom Thurmonds utbrytarkampanj.
Ellender var tillförordnad talman i senaten, president pro tempore of the United States Senate, från 1971 fram till sin död. Han avled 1972 i ämbetet och efterträddes av Elaine S. Edwards.
Ellender är begravd på Magnolia Cemetery i Houma.